# The Gonads
The Gonads war eine zunächst fiktive britische Oi!-Band, die 1979 erstmals von Garry Bushell beschrieben wurde. Das Projekt von Bushell und diversen Musikern von The Business erwachte dann auf dem dritten Oi!-Sampler Carry on Oi!! zum Leben. Neben einigen weiteren Projekten und einem Livealbum schlief die Gruppe dann ein. Seit 1990 existiert ein neues Line-up, das regelmäßig Alben veröffentlicht und tourt.

## Bandgeschichte
Garry Bushell arbeitete Ende der 1970er bei der Musikzeitschrift Sounds. Im Zuge der Berichterstattung über die Entstehung des Oi! in Großbritannien veröffentlichte Bushell 1980 einen längeren Artikel über die fiktive Band The Gonads. Voraus ging eine relativ unbedeutende Schulband, die sich Ende der 1970er gründete und neben wenigen eigenen Stücken vor allem Coverversionen spielte.
1981, im Rahmen der Veröffentlichung des dritten Oi!-Samplers Carry on Oi!! spielte Bushell zusammen mit den The-Business-Mitgliedern Steve Kent (Gitarre), Martin Smith (Bass) und Nick Cunningham (Schlagzeug) das Stück Tuckers Ruckers Ain’t no Suckers ein. In der gleichen Besetzung entstand das Demo Uptown. Das Demo sollte 1988 auf einer Split-LP mit The Blood wiederveröffentlicht werden. Ein Jahr später erschien auf Oi! Oi! That’s Yer Lot! mit Getting Pissed das nächste Stück der Gruppe. Im gleichen Jahr veröffentlichte die Gruppe außerdem die beiden Singles Pure Punk for Row People und Peace Artists. Auf der ersten Single spielte Business-Neuzugang John Fisher mit, der jedoch kurz darauf bei Combat 84 einstieg, und Mark Brennan (Bass). Zusätzlich stieg mit Annie Auldiron Gayfather eine Sängerin ein, die sich mit Garry Bushell den Gesang teilte. Auf der zweiten Single spielten Steve Whale (Gitarre), Mark Brennan (Bass) und Kevin Boyce (Schlagzeug). Produziert wurde die Single von Micky Geggus (Cockney Rejects), das Klavier übernahm Frankie Flame. 1983 erschien neben den Beiträgen für den Son of Oi!-Sampler die Single Deliah. 1984 folgten Beiträge zum The Oi! of Sex-Sampler, teilweise auch unter dem Namen Prole und Orgasm Guerillas. Neben Bushell waren Mark Brabbs (Schlagzeug, ex-Tank), Steve Kent (Bass) und J.J. Bedsore (Gitarre, ex-The Blood) an der Gruppe beteiligt. Außerdem wurde das Livealbum Live – The Official Bootleg veröffentlicht, auf dessen Cover ein gefälschtes Konzertticket von 1977 des Madison Square Gardens zeigte. Eine fiktive Bandbiografie befand sich auf den Backcover. Nachdem Garry Bushell bei der Boulevard-Zeitung The Sun anfing, fiel das Projekt auseinander.
Nachdem Garry Bushell 1990 mit seinen alten Freunden Clyde Ward und Colin Blood ein bisschen jammte, kam es im Anschluss zu einer Art Reunion zusammen mit Bassist Casano Kev (Bass). 1997 erschien die Comeback-Single Oi! Nutter. 1998 stießen Rockin’ Dave und Romulan (Schlagzeug) zur Band. Gemeinsam tourte man durch die Vereinigten Staaten und veröffentlichte die Alben Back & Barking, Schitz-oi-phrenia and Old Boots, No Panties. Nach einigen personellen Umbesetzungen bildete sich mit Tony Feedback (Gitarre, ex-Angelic Upstarts), Scoops (Bass, Superyob) und verschiedenen Schlagzeugern eine neue Besetzung. 2009 war die Gruppe auf dem Punk & Disorderly Festival in Berlin zum ersten Mal in Deutschland zu Gast.

## Musikstil
The Gonads sind keine bierernste Oi!-Band, sondern eher eine Fun-Kapelle, die auch nicht vor ungewöhnlichen Ideen zurückschreckt. Die gefälschte Bandgeschichte und die Auftritte erinnern an Monty Python und Spinal Tap. So finden sich viele Anspielungen auf andere Bands wie The 4-Skins („We taught the 4-Skins all they know“ – Tuckers Ruckers Ain’t no Suckers) und The Last Resort („No Best, no trust, just pure impact – the last resort“ – Go Mad with the Gonads). Auch übernahm The Gonads einige Business-Lieder und gab sie mit verfälschtem Text wieder. Insgesamt steht Gonads relativ weit links, da Bushell aus einem sozialistischen Umfeld stammt und auch nie um harte Worte gegen die National Front, die ihn in den 1980ern bedrohte, verlegen war. Jedoch ließen neuere Aktionen von Bushell an diesem Selbstverständnis zweifeln. So trat Bushell beispielsweise für die English Democrats an, die in der britischen Öffentlichkeit als nationalistisch wahrgenommen werden.

## Diskografie

### Singles und EPs
- 1977: Stroke my Beachcomber Party (Eigenproduktion)
- 1981: Pure Punk for Row People (EP, Secret Records)
- 1982: Peace Artists (EP, Secret Records)
- 1983: Delilah – The Punk Epic (als Max & Gal, the Brother Gonads, EP, Razor Records)
- 1997: Oi! Nutter (EP, 1,2,3,4 Records)
- 2006: Oi! Mate (Download-Single, Soitenly)
- 2008: Punk Is Back (Split-EP mit Klasse Kriminale, Havin’ a Laugh Records)
- 2008: Go Ska with the Gonads (Download-EP, Soitenly)
- 2008: St. George’s Day (Download-EP, Soitenly)
- 2009: Wir sind dabei/Frankenskin (Split-Single mit SpringtOifel)

### Alben
- 1983: Live and Loud – The Official Bootleg (Doppel-LP, Syndicate Records)
- 1987: South London 5 Hull 4 (Full Time Result) (Split-Album mit The Blood, Link Records)
- 1989: The Revenge of the Gonads (Kompilation, Street Link)
- 1994: Punk Rock Will Never Die (Harry May)
- 1999: Oi! Back & Barking  (Captain Oi! Records)
- 2001: Schitz-oi!-phrenia (Captain Oi! Records)
- 2006: Old Boots No Panties (Captain Oi! Records)
- 2008: Live Free, Die Free (Empty Records)
- 2010: Glorious Bastards (Contra Records)